# Pier Francesco Boscaro degli Ambrosi
Pier Francesco Boscaro degli Ambrosi (* 15. August 1955 in Padua) ist ein italienischer Filmregisseur und Drehbuchautor.

## Leben
Boscaro degli Ambrosi arbeitete als Volontär bei Giorgio Stegani und Walter Santesso, drehte Mitte der 1970er Jahre einige Kurzfilme und 1982 seinen ersten und einzigen abendfüllenden Spielfilm, L'inceneritore, der zwei Jahre später beim Filmfestival Venedig vorgestellt wurde.